# Bonifacio VIII indice il giubileo del 1300
Bonifacio VIII indice il giubileo del 1300 è un affresco frammentario staccato (110x110 cm) attribuito a Giotto, databile al 1300 circa e conservato in San Giovanni in Laterano a Roma.

## Storia
Da una copia di Jacopo Grimaldi in un manoscritto della Biblioteca Ambrosiana (Instrumenta translationum, MS. 1622, f. inf 227) si può ricostruire l'aspetto originale dell'affresco, molto più grande del frammento conosciuto, mostrante papa Bonifacio VIII nell'atto di indire il primo Giubileo e di benedire la folla dall'altro della loggia lateranense, affiancato da un chierico e da un cardinale (forse Francesco Caetani) e, al di fuori del baldacchino papale, numerosi altri prelati disposti in due gruppi simmetrici a  destra e a sinistra. Il Panvinio inoltre, nel 1570, ricordò come la scena facesse parte di un vero e proprio ciclo assieme al Battesimo di Costantino e all'Edificazione della basilica lateranense, e che decorasse originariamente la loggia chiamata thalamo o pulpitum Bonifacii, eretta dal papa stesso sul fronte del palazzo che aveva fatto aggiungere al vecchio Laterano. La commissione doveva cadere a ridosso del giubileo o durante lo svolgimento dello stesso e tutti gli studiosi (con la sola eccezione di Meiss, 1960) sono concordi nel riferirlo al 1300 circa. 
L'ispirazione per la composizione doveva provenire dal rilievo della Premiazione della corsa dei carri del Dado di Teodosio a Costantinopoli, possibilmente nota a Giotto tramite una copia o una sua derivazione presente all'epoca a Roma, o per lo meno da un'altra opera simile. 
Vasari (1550) parlò di un ritratto del papa in San Giovanni eseguito da Giottino. Quando la loggia venne demolita, nel 1586, la parte centrale dell'affresco fu staccata a massello, trasportata nel chiostro e solo due secoli dopo trasferita all'interno della basilica dove, per conto della famiglia Caetani, venne sistemata in un'edicola addossata a un pilastro. 
Scrittori successivi, tra XVI e XVII secolo, menzionarono l'affresco riferendolo a Cimabue (Panvinio, 1570, Santorio, 1595) o a Giotto (Chacon, 1630 e 1677) o riportando entrambe le ipotesi (Rasponi, 1657). Più tardi venne riaffermato il rapporto diretto con Giotto. Nel 1952 il frammento fu restaurato e alleggerito dalle numerose ridipinture. Le precarie condizioni di conservazione però hanno impedito una piena valutazione del frammento, oscillando nell'attribuzione tra la mano diretta del maestro o quella degli assistenti di bottega. 

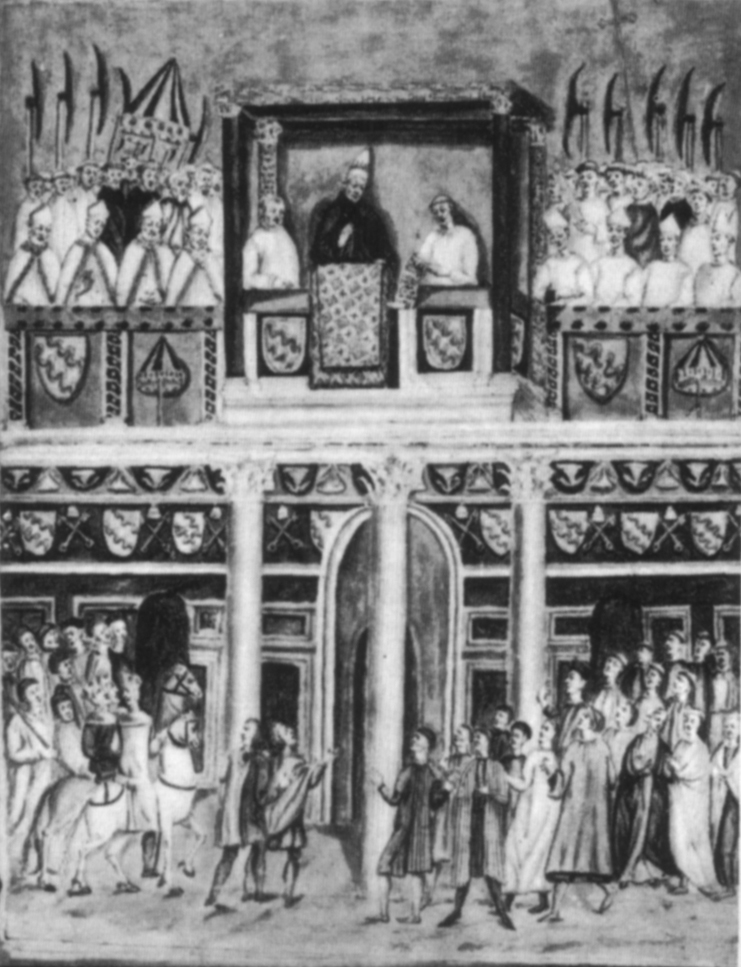
Copia dell'affresco perduto in un manoscritto della Biblioteca Ambrosiana (1622, f. inf 227)
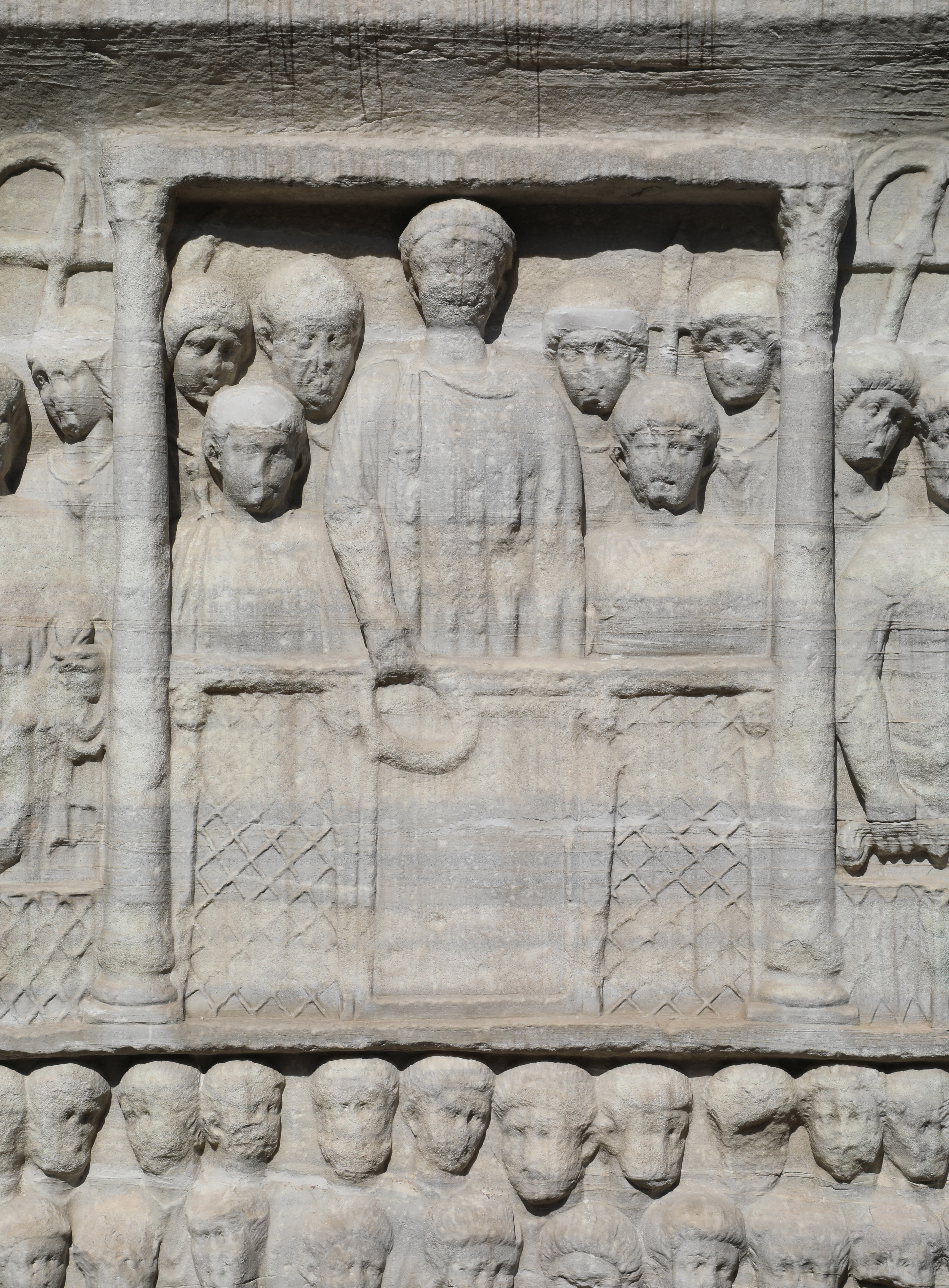
Dettaglio della base dell'Obelisco di Teodosio: l'imperatore offre il lauro della vittoria